# Vol South African Airways 201
Le 8 avril 1954, le de Havilland Comet assurant le vol South African Airways 201, reliant Londres à Johannesbourg avec escales à Rome et au Caire, subit une décompression explosive alors qu'il survole la mer Méditerranée, près de Naples, entraînant la désintégration de l'avion et la mort des 21 personnes à bord. L'accident se produit peu après le décollage de l'aéroport de Rome Ciampino, alors que l'appareil monte pour rejoindre son altitude de croisière de 11 000 m.
C'est le second accident impliquant un de Havilland Comet en quelques mois, le vol BOAC 781 avait connu le même sort le 10 janvier 1954.

## Contexte
Le De Havilland Comet, appareil britannique, est historiquement le premier avion commercial propulsé par des turboréacteurs.

## Enquête et causes de l'accident
Le 8 avril 1954, le Comet subit une décompression explosive, comme un autre Comet quelques mois auparavant. Les enquêteurs du RAE (Royal Aircraft Establishment) établirent que l'avion avait explosé du fait de la fatigue du métal en se basant sur l'épave de l'autre Comet.
Le Comet est resté tristement célèbre pour cette série d'accidents en plein vol qui a mis en évidence le phénomène de fatigue des structures dans l'aéronautique. En raison de son plafond de croisière élevé et de sa cabine pressurisée, le fuselage était soumis à des efforts cycliques particulièrement propices à la propagation des fissures.
Le Comet ne put se remettre de son interruption de service commercial causée par des problèmes de fatigue de la structure sur la version Comet 1, laissant ainsi le champ libre au Boeing 707, et DC-8 ou encore au Tupolev Tu-104 dans le bloc soviétique. Enfin, les Boeing 707 et Douglas DC-8 disposaient d'un plus grand rayon d'action (limitant les escales) ainsi que d'une cabine mieux aménagée, les deux constructeurs américains ont ainsi pu occuper une place majeure sur le marché de l'aviation de ligne à réaction, en ne laissant qu'une part mineure à l'avionneur russe Tupolev.

## Médias
L'accident est évoqué dans un épisode hors-série de la série documentaire Mayday : Alerte maximum (aussi connue sous le nom Air Crash Investigation).